# Abrucena
Abrucena é um município da Espanha na província de Almería, comunidade autónoma da Andaluzia, de área 83,68 km² com população de 1341 habitantes (2009) e densidade populacional de 16,03 hab/km².

## Demografia
| Variação demográfica do município entre 1996 e 2007 | Variação demográfica do município entre 1996 e 2007 | Variação demográfica do município entre 1996 e 2007 | Variação demográfica do município entre 1996 e 2007 |
| --------------------------------------------------- | --------------------------------------------------- | --------------------------------------------------- | --------------------------------------------------- |
| 1996                                                | 2001                                                | 2004                                                | 2007                                                |
| 1460                                                | 1437                                                | 1386                                                | 1379                                                |